# Silvia Metzeltin Buscaini
Silvia Metzeltin Buscaini (Sorengo, 8 luglio 1938) è una geologa, alpinista e scrittrice svizzera.

## Biografia
Silvia Metzeltin è nata a Lugano da padre tedesco e madre originaria di Pola. Dopo un'educazione commerciale ha studiato geologia all'Università di Milano. Al termine degli studi, nel 1972, ha lavorato per dieci anni come assistente presso l'Istituto di Geologia e ha iniziato un dottorato di ricerca. Successivamente ha collaborato, in qualità di giornalista indipendente, con Radiotelevisione svizzera di lingua italiana.

### Alpinismo
All'età di 14 anni ha iniziato a praticare l'alpinismo sulle montagne del Canton Ticino, una passione che ha condiviso con suo marito Gino Buscaini. Tra le sue scalate figurano percorsi difficilissimi su roccia e ghiaccio e prime ascensioni su Alpi, Dolomiti, Himalaya (in Zanskar e in Garhwal), negli Stati Uniti, sulle Ande e in Patagonia. In Patagonia ha partecipato a sedici spedizioni. Insieme al marito, Silvia Metzeltin ha documentato la storia, la geografia, la fauna, la flora e anche la storia alpinistica della Patagonia.
Silvia Metzeltin è membro del Club Alpino Accademico Italiano, del Oesterreichischer Alpenverein, del Groupe de haute montagne, dell'Alpine Club britannico e di Rendez-vous Hautes Montagnes, un'associazione internazionale di alpiniste. Si è impegnata per l'emancipazione delle donne e per i principi etici nell'alpinismo. È stata delegata per il Club Alpino Italiano all'UIAA.

### Autrice
È autrice e coautrice di numerosi libri e film, ed ha coordinato per un certo tempo la pubblicazione della collana Guida dei Monti d'Italia.. Ha raccontato la sua vita nell'autobiografia Alpinismo a tempo pieno. Nel 1996 è stata premiata con il Albert Mountain Award.

## Opere (selezione)
- Alpinismo a tempo pieno. Dall'Oglio, Milano 1984.
- Geologia per alpinisti. Zanichelli, Bologna 1986.
- Patagonia: terra magica per alpinisti e viaggiatori, con Gino Buscaini. Dall'Oglio, Milano 1987.
- Dolomiti: il grande libro delle vie normali, con Gino Buscaini. Zanichelli, Bologna 1996.
- Patagonien: Traumland für Bergsteiger und Reisende, con Gino Buscaini. Bruckmann, München 1990.
- Dolomiten: die 100 schönsten Touren, con Gino Buscaini e Gaston Rébuffat. Carta, Pforzheim 1984-1988.